# Leucophenga nigripalpalis
Leucophenga nigripalpalis är en tvåvingeart som beskrevs av Tsacas och Chassagnard 1991. Leucophenga nigripalpalis ingår i släktet Leucophenga och familjen daggflugor.
Artens utbredningsområde är Nya Kaledonien. Inga underarter finns listade i Catalogue of Life.